# استیشن اف

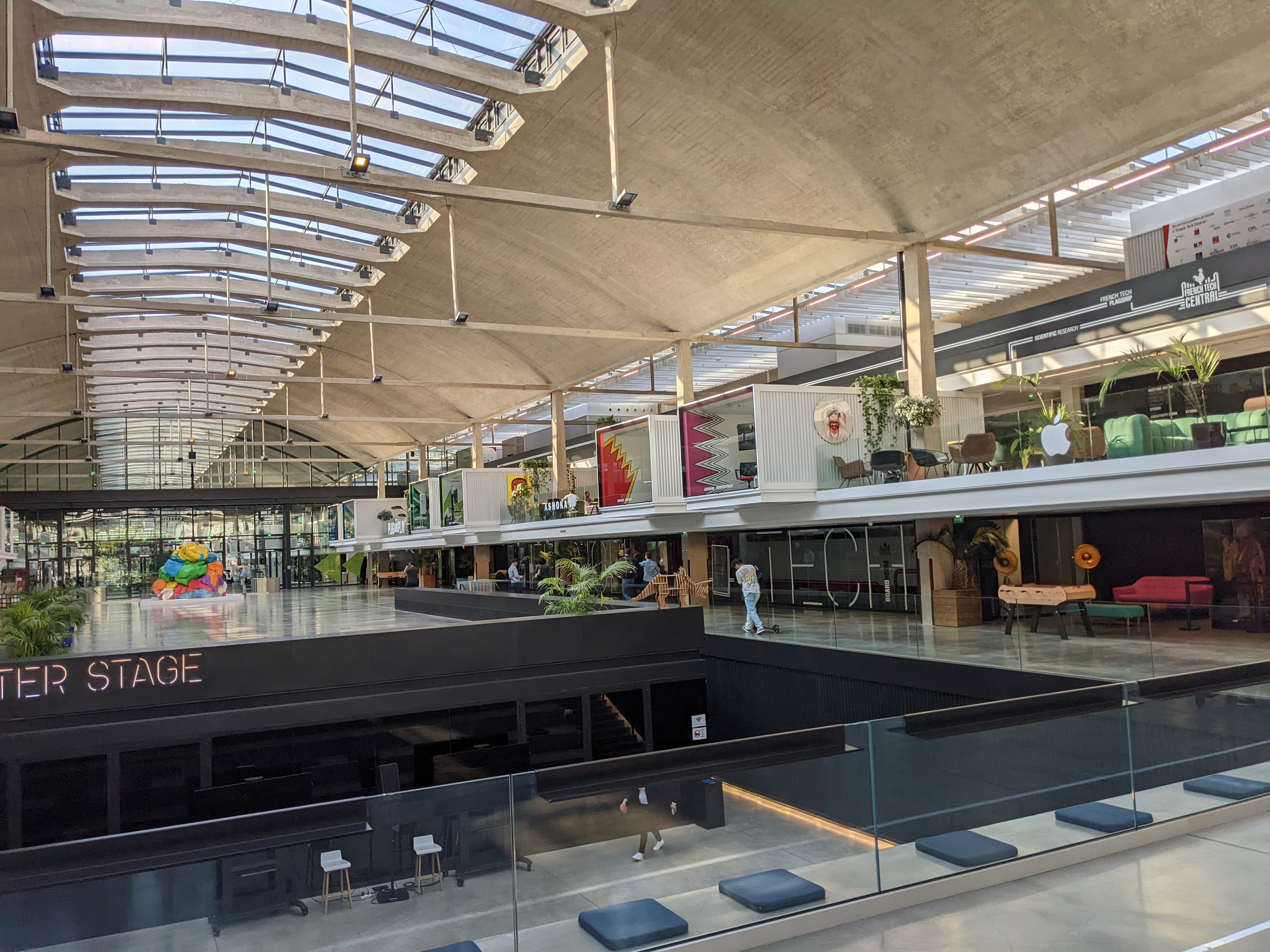
استیشن اف (انگلیسی: Station F) یک مرکز رشد (انکوباتور) در منطقه سیزدهم پاریس است که از آن به عنوان بزرگترین پردیس شرکت‌های نوپا (استارتاپ‌ها) در جهان نام برده می‌شود.

## تاریخچه و امکانات
استیشن اف یک ایستگاه قدیمی و عظیم قطار با مساحت تقریبی ۳۴ هزار مترمربع بود که با سرمایه‌گذاری خاویر نایل به‌طور کامل بازسازی شده و ضمن تقسیم به بخش‌های مختلف؛ مجهز به هزاران میز کار، اتاق کنفرانس، و .. گردید.
این مرکز به‌طور رسمی توسط رئیس‌جمهور امانوئل مکرون در ماه ژوئن ۲۰۱۷ افتتاح شد و محل کسب و کار اداری را برای ۱۰۰۰ استارتاپ و شرکای تجاری آنها مانند فیس بوک، مایکروسافت، موتور جستجوی ناور و … را فراهم نمود. این شرکت‌های سرشناس، استارتاپ‌ها را برای شروع فعالیت در استیشن اف انتخاب کرده‌اند و خود نقش نوعی مشوق، راهنما و ناظر برای آنها را اجرا می‌کنند.
در حال حاضر صدها کارآفرین از نقاط مختلف دنیا در استیشن اف گردهم آمده‌اند و در آن جهت رشد ایده‌های نو به فعالیت مشغولند. رکسانا ورزا (کارآفرین ایرانی الاصل) مدیر عامل این مجموعه است.